# Unabiara collaris
Unabiara collaris är en skalbaggsart som först beskrevs av Philippi F. och Philippi R. 1864.  Unabiara collaris ingår i släktet Unabiara och familjen långhorningar. Inga underarter finns listade i Catalogue of Life.